# بادية الحماد
باديةُ الحَمّاد هي منطقة تتميز بانبساط أراضيها، تمتد من شمال المملكة العربية السعودية مروراً بشرق الأردن إلى الجنوب الشرقي من سوريا حتى غربي العراق.
تعتبر بادية الحماد منطقة تصحر، يسكنها ما عرف بأهل البادية أو البدو، ومنهم من ترك البادية وتحضَّر وعاش في المدن، ولكنهم لا يزالون متمسّكين بعادات وتقاليد تراثهم البدوي العريق، إذ كثيرًا ما يتخذون من البادية متنفسًا للسياحة والمغامرة في أوقات إجازتهم أو فراغهم.

## التسمية
الحماد تسمية تضريسية جيومورفولوجية للأراضي التي تغطي سطحها الحجارة بنسبة تزيد على 50%، ويراوح حجم الحجرة الواحدة منها مابين قبضة اليد ورأس الإنسان لذا فهي صعبة الولوج، تصنف في أشكال ثلاثة تبعا لنوعية الصخور التي تغطيها صخور بازلت وكلسية وصوانية.

## طبيعة الهضبة
تشكل الهضبة جزءا من الركيزة العربية، تغطيها التكشفات الصخرية العائدة للحقب القديم والأوسط بنسبة 12% من مساحته في جزء من قسمه الشرقي وخاصة في منطقة القعرة بالعراق، بينما تغطي بقية أجزاء سطحه تكوينات الحقب الحديث البحرية والقارية والاندفاعية البازلتية التي تأخذ عامة شكل أشرطة تمتد من الشمال إلى الجنوب في قسمه الشرقي ومن شمال الشمال الغربي إلى الجنوب الشرقي في قسمه الغربي، أما الطبقات الرسوبية عامة فتميل بلطف من جهة الجناحين الشمالي الشرقي والجنوبي الغربي نحو الوسط لتأخذ وضعا شبه مستو إلى خفيف التموج تاركة منخفضاتها ساحات رحبة للتوضعات الريحية والطميية الرباعية .

## أقسام الهضبة
تقسم الهضبة تضريسيا من الجنوب الغربي إلى الشمال الشرقي بالتالي:
- وهدة وادي السرحان : منخفض ارتخائي يمتد نحو 330 كم ما بين محطة ضخ نفط حيفا شمالا في الأردن وغويطة جراد في السعودية جنوبا، تحده الهضبة البازلتية شرقا وتتوسطه مملحة حضوضاء وعدد من الممالح الصغيرة والخبرات على امتداده، ارتفاعها 550 متر عن سطح البحر، تسوده التكوينات الرباعية والميوبليوسينية (النيوجينية) باستثناء أقصاه الشمالي، تسود معظم أراضيه في الوسط الترب الجفافية العادية ذات الأفق الطيني المحلي إلى جانب الترب الجفافية العادية الجصية، تربته في الشمال جفافية عادية كلسية وفي الجنوب فجة عادية صحراوية وفجه رملية صحراوية .
- منطقة أودية وادي السرحان الغربية : تتدرج بالارتفاع باتجاه الجنوب الغربي حتى حافة حوض الحماد، أعلى ارتفاعاتها بين 1050 متر و1010 متر، تتجه أوديته عامة شرقا نحو منخفض وادي السرحان، ومعظم أراضيه في نصفه الجنوبي توضعات طميية رباعية بعضها ريحي، وفي قسمه الشمالي باليوجينية، وفي حافاته الوسطى كريتاسية، معظم تربه جفافية عادية جصية أو كلسية وفي أوديته فجه طمية صحراوية .
- الهضبة البازلتية : تقع ما بين ديرة التلول وصلخد في أقصى الغرب والشمال الغربي من سورية والمفرجية أو حافات حرة الحرة جنوبا من السعودية، تتجاوز ارتفاعاتها في جبل العرب جنوبي صلخد 1400 متر، تشكل هاماتها خطوط تقسيم المياه الشرقية والشمالية لحوض وادي السرحان، تتكون من كثير من الدفقات البركانية المختلفة الأعمار مابين بداية النيوجين وآواخر الرباعي الحديثة، تضاريسها وعرة تنبثق منها عشرات المخاريط البركانية بفوهاتها المشرومة أو تلك التي تأخذ شكل بحيرة كما في جبل سيس، تكثر فيها الحوضات المغلقة على شكل خبرات ذات طمي غضاري أو سبخات مالحة تجف مياهها صيفا كخبرتي منقار وغوب في سورية وخبرتي المطيطة والمحطة الخامسة في الأردن ودوقرا والبحيرات المالحة في السعودية، تسود معظم سطحها الصخور البازلتية وحجارتها المتكشفة تتخللها ترب جفافية عادية كامبية في أقصى الشمال والجنوب، وكلسية وجصية في بقية المناطق إضافة إلى الترب الفجة العادية المتوسطية في جبل العرب والصحراوية في غيرها بما في ذلك الفجة الرملية الصحراوية في الوسط والفجة الطمية الصحراوية جنوبا.
- هضبة الحماد الوسطى : تمتد من أقصى شمال الحوض الغربي إلى أقصاه الجنوبي الشرقي. تشكل جوانبها الشرقية والشمالية خط تقسيم المياه الفاصل مابين أودية الفرات وحوضة تدمر من جهة والحوضات السباخية والأودية ذات الصرف الداخلي المستقل من جهة أخرى، وترتفع إلى أقل من ألف متر فوق سطح البحر، تأخذ بجوار حدودها الشمالية والشرقية مظهر الحافات المشرشرة بشكل طارات بسبب نشاط الحت الرأسي للأودية المخترقة لها، ترتفع رميتها نسبياً عما حولها مابين 30 و60 متر، تخترقها بعض الصبات والمخاريط البركانية كما في جبلي التنف والغراب، تتضمن في جانبها السوري عددا من الخبرات مثل الزقف التنف المشقوقة الشحيمي وغيرها، معظم تربها جفافية عادية كلسية أو جصية تليها الترب الفجة العادية الصحراوية فالفجة الطمية الصحراوية.
- منطقة أودية حوض الفرات وحوض تدمر : تشبه سابقتها تربيا وتقع في القسم الشمالي الشرقي من الحوض، تختلف عن كل ماسبق بنيويا وبنائيا إذ يتمثل فيها الجانب الغربي من نهوض الرطبة المتمثل بظهور طبقات الحقب القديم في منطقة القعرة والحقب المتوسط في معظم بقية مناطق حوض الحماد العراقية وبعض الأقسام السعودية في أقصى شرقها شمالا، تظهر في قاع أوديتها أخفض نقاط حوض الحماد كله 450 متر، أهم أوديته في سورية المربعة والمياه وصواب، وفي العراق حوران وفي السعودية الأبيض .